# Rundfunk Berlin-Brandenburg

Rundfunk Berlin-Brandenburg (RBB) – niemiecki regionalny nadawca radiowo-telewizyjny, obejmujący swym zasięgiem miasto na prawach landu Berlin oraz land Brandenburgia. Powstał 1 maja 2003 z połączenia dotychczasowych nadawców utrzymywanych przez oba landy: Sender Freies Berlin (SFB, Berlin) i Ostdeutscher Rundfunk Brandenburg (ORB, Brandenburgia).
RBB jest członkiem ARD. Główne studia znajdują się w Berlinie i Poczdamie, jednak firma posiada także mniejsze ośrodki w Chociebużu (dla południowej Brandenburgii), Frankfurcie nad Odrą (dla wschodniej Brandenburgii), Perlebergu (dla północno-zachodniej Brandenburgii) i Prenzlau (dla północno-wschodniej Brandenburgii). Owocem pracy RBB jest siedem kanałów radiowych i telewizja RBB, pełniąca w tych dwóch landach funkcję trzeciego kanału telewizji publicznej. Kanał ten można oglądać również w Polsce za pośrednictwem satelity Astra. Jak wszyscy członkowie ARD, RBB dostarcza także programów na antenę ogólnoniemiecką, a jej specjalnością stały się seriale kryminalne. Telewizyjnymi programami informacyjnymi są: rbb24, Brandenburg aktuell dla Brandenburgii i rbb24 Abendschau dla Berlina.
RBB w imieniu ARD zarządzało placówką korespondencyjną w Warszawie.

## Rozgłośnie radiowe
- rbb 88.8(inne języki) – dla Berlina
- Antenne Brandenburg(inne języki) – informacje z regionu
- Radio Eins(inne języki) – dla słuchaczy od 25 lat
- Fritz(inne języki) – radio młodzieżowe
- Radio 3(inne języki) – kultura i klasyka
- rbb24 Inforadio(inne języki) – informacje
- Sorbischer Rundfunk(inne języki) – program dzielony z MDR, po łużycku
- COSMO(inne języki) – program integracyjny dla obcokrajowców, produkowany przez WDR wspólnie z Radio Bremen i, od 2009 roku, RBB (wcześniej, do końca 2008 roku, RBB produkowało program Radio Multikulti(inne języki))